# الزواج المقدس

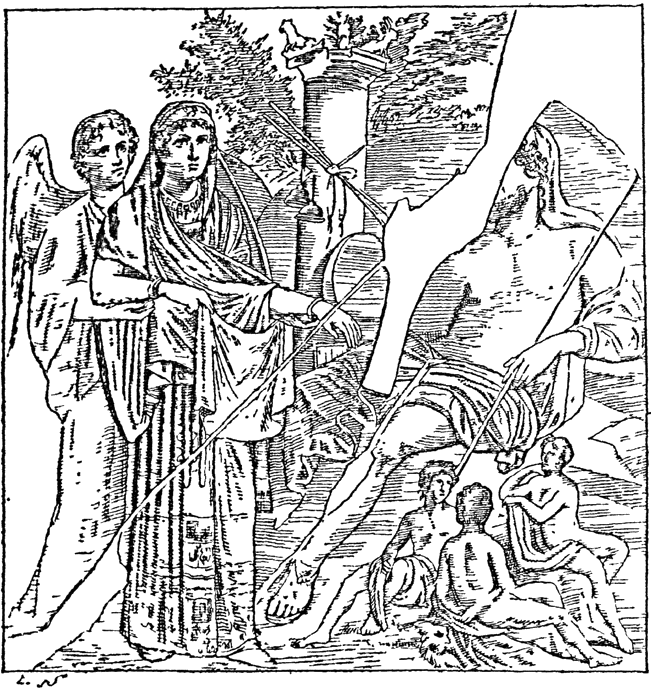
زواج مقدس للإلهة هيرا (مع إيريس) وزيوس، لوحة جدارية في بومبي عام 1900.

الزواج المقدس, (بالإنجليزية: Hieros gamos، من اليونانية hieros أي زواج وgamos أي مقدس)، هو زواج مقدس يتم بين الآلهة، يجري تنفيذه في طقوس رمزية حيث يمثل المشاركون البشريون الآلهة.
لا يستلزم من فكرة الزواج المقدس الجماع الجنسي بالضرورة في الطقوس، ولكن يحدث أحياناً في سياق رمزي أو أسطوري بحت، ولا سيما في طقوس الخيمياء وبالتالي ضمن علم النفس التحليلي. يوصف الزواج المقدس بأنه النموذج الأولي لطقوس الخصوبة.

## الشرق الأدنى القديم
كان الاتصال الجنسي المقدس شائعًا في الشرق الأدنى القديم كشكل من أشكال "الزواج المقدس" بين ملوك دويلات المدن السومرية وكاهنات إنانا العليا، إلهة الحب والخصوبة والحرب السومرية. كان هناك العديد من المزارات والمعابد المخصصة لإنانا على طول نهري دجلة والفرات. وكان أعظمها معبد إينا الذي يعني "بيت الجنة" في أوروك. وفيه كاهنات الإلهة اللاتي يدعون باسم ناديتو. تختار الكاهنة الكبرى لسريرها شابًا يمثل الإله الراعي تموز، قرين الإلهة إنانا، في احتفال زواج مقدس خلال حفل دوكو السنوي، قبل مرحلة المحاق القمرية مباشرة مع الاعتدال الخريفي (مهرجان زاغمو الخريفي).

## الأساطير اليونانية
المثال الكلاسيكي لذلك في الأساطير اليونانية هو زواج زيوس وهيرا الذي تم الاحتفال به في معبد هيرايون، إلى جانب مواضع أخرى معمارية وثقافية. يحصر بعض العلماء المصطلح ضمن طقوس شرعية الحكم، لكن معظمهم يقبلون امتداده إلى اتحاد حقيقي يحاكي الخصوبة: مثل الاتحاد القديم بين الإلهة ديميتر والإله إياسيون الذي تم في حقل مزروع ثلاث مرات، وهو جانب بدائي من الإلهة ديميتر الشبقة جنسياً؛ وذكر هسيود حدوث ذلك في جزيرة كريت, أصل الكثير من الأساطير اليونانية المبكرة.
بالنسبة للممارسة الدينية الفعلية، وجد الباحث والتر بوركيرت أن الشواهد اليونانية "ضئيلة وغامضة" وأنه "من الصعب تحديد المدى الذي كان يُنظر من خلاله إلى هذا الزواج المقدس بصفته مجرد وجهة نظر إلى الطبيعة، أم أنه عملية يجري التعبير عنها أو الإلماح إليها عبر طقوس". أشهر مثال على الطقوس الباقية في اليونان الكلاسيكية هو الزواج المقدس الذي تم في احتفال أنثيستريا على يد زوجة الحاكم في أثينا، في الواقع ملكة أثينا، مع الإله ديونيسوس، الذي يُفترض أنه جرى تمثيله على يد كاهن الباسيليوس نفسه في بوكوليون في ساحة أغورا.

## في اليمن القديم
في سياق الجزيرة الغربية، اقترح والتر مولر أن الإلهة هوبس في جنوب الجزيرة العربية كانت قرينة الإله عثـتر إذ يظهران في طقس زواج مقدس يشارك فيه المكرب الحاكم، ويُشار إليه في نقوش سبأ باللفظ "نيل".

## البوذية التانترا
في طقوس التانترا البوذية في نيبال وبوتان والهند والتبت، هناك طقس يسمى ياب-يوم موجه للإله الذكر في اتحاد مع إلهة أنثى. ترتبط الرمزية بـ Anuttarayoga tantra حيث ترتبط شخصية الذكر عادة بالرحمة (karuṇā) والوسائل الماهرة (upāya-kauśalya) وترتبط الشريكة الأنثوية بـ "البصيرة" (prajñā). من المفهوم عمومًا أن طقس ياب يم يمثل الاتحاد البدائي (أو الغامض) للحكمة والرحمة.

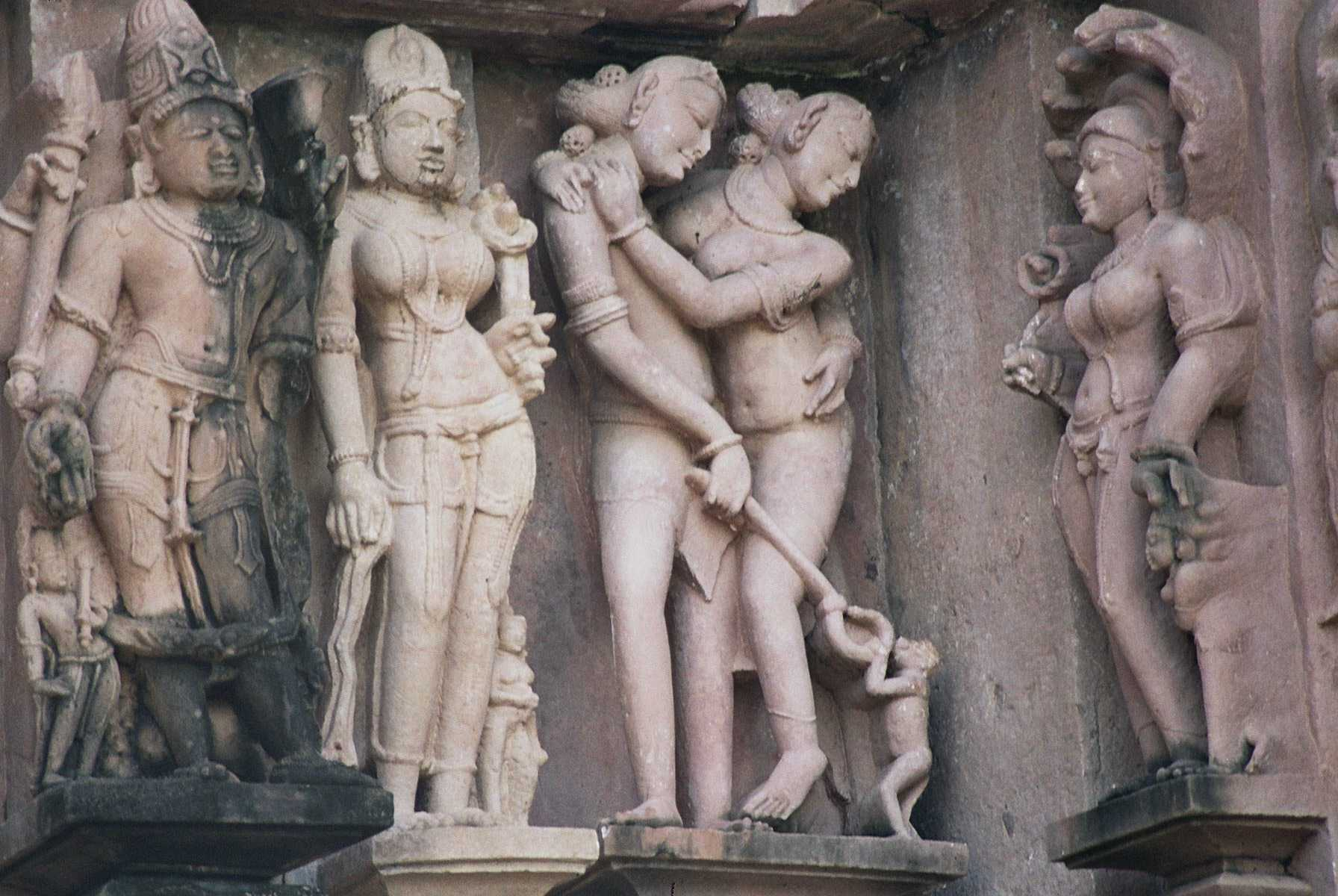
مايثونا في خاجوراهو

مايثونا هو مصطلح سنسكريتي يستخدم في طقوس التانترا ويُترجم غالبًا على أنه اتحاد جنسي في سياق طقسي. إنها الأهم من بين مفاهيم البانشاماكارا الخمسة وتشكل الجزء الرئيسي من طقوس التانترا الكبرى والمعروفة أيضاً باسم البانشاماكارا ، والبانتشاتاتفا ، والتاتفا شاكرا .
رمزية الاتحاد والقطبية هي من التعاليم المركزية في البوذية التانتارية، وخاصة في التبت. ويُفهم هذا الاتحاد مِن قِبَل الشخص المؤدي له بأنه تجربة صوفية داخل جسده الخاص.

## الخيمياء وعلم النفس التحليلي

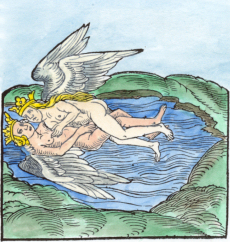
تصوير للتخصيب الشبيه بالزواج المقدس، نقش خشبي من مسبحة الفلاسفة في القرن السادس عشر.

الزواج المقدس هو أحد الموضوعات التي تناولها عالم النفس كارل يونج في كتابه رموز التحول .

## الويكا
في ديانة الويكا ، كان الطقس الأعظم مبنياً على زواج مقدس. يجري رمزياً بشكل عام عن طريق وضع خنجر (يُعرف باسم athame) في النقطة الأولى في الكأس ، وهو الإجراء الذي يرمز إلى اتحاد الذكر والأنثى الإلهي. في الويكا التقليدية البريطانية، يتم أحيانًا تنفيذ الطقس الأعظم في الواقع من قبل الكاهن الأكبر والكاهنة الكبرى.

## أنظر أيضا
- مايثونا
- زوج الروح
- الدعارة المقدسة
- سحر الجنس
- آلهة السيادة
- التانترا
- طقوس الخصوبة

## روابط خارجية
- النموذج الأصلي للعرس المقدس في الكيمياء وفي اللاوعي للإنسان الحديث ، ريمو إف روث، دكتوراه.